# Hauserhof (Kürten)
Hauserhof ist ein Ortsteil in der Gemeinde Kürten im Rheinisch-Bergischen Kreis. In alten Schriften liest man die Bezeichnung Hauser Hof.

## Lage und Beschreibung
Der Ort liegt am Weyerbach nördlich von Dürscheid. Hauserhof grenzt südlich an das Naturschutzgebiet Steeger Berg. In den letzten Jahren wurden hier weitere Gebäude errichtet. Der Hof hat seine Landwirtschaft weitestgehend aufgegeben und unterhält heute einen Reiterhof.

## Geschichte
Die erste schriftliche Erwähnung erfolgte um 1294 im Zusammenhang mit der Gründung der Kommende Herrenstrunden. Bis dahin gehörte der Hauser Hof noch zum Sander Hof, dem das ihm anklebende Sander Hofgericht unterstand. Das änderte sich mit der Ansiedlung des Johanniterordens im Nachbarort Herrenstrunden, indem er hier mit der Niederlassung seines Ritterordens eine Komturei ansiedelte. Von jetzt an gehörte der Hauser Hof wirtschaftlich zur Kommende Herrenstrunden.
Kirchlich blieb der Hof allerdings weiterhin zusammen mit den benachbarten Weilern Weyermühle, dem Blissenbacher Hof und Meiswinkel mit der Pfarre Sand verbunden. Durch dieses Kuriosum durften die Bewohner nicht die nahe gelegene Kirche in Dürscheid und auch nicht die etwas weiter entfernte Kirche in Herrenstrunden zum vorgeschriebenen Gottesdienst besuchen, sondern waren regelmäßig gezwungen, den weiten Weg über die beiden Pfarrbezirke hinaus nach Sand zu gehen. Ähnlich sah es für die politische Zugehörigkeit aus, weil Hauserhof zur Honschaft Sand im Botenamt Gladbach und nicht zur benachbarten Honschaft Dürscheid im Botenamt Herkenrath gehörte. Erst 1859 wurde die Ortschaft nach Bensberg umgemeindet.